# Isabella Straton
Mary Isabella Charlet-Straton (née Straton ; 28 août 1838 - 12 avril 1918) est une alpiniste britannique originaire du Sussex. Elle réalise plusieurs premières ascensions dans les Alpes, notamment la première hivernale du Mont Blanc en 1876. Elle est alors accompagnée de son futur mari, Jean Charlet. La Pointe Isabella dans le massif du Mont-Blanc est nommée en hommage à sa participation à la première ascension.